# Transmethylering

De synthese van methionine uit homocysteine via transmethylation vindt plaats in stap 4 van bovenstaand reactieschema. N^{6}-methylTHF = methyltetrahydrofolaat

Transmethylering is een vooral in biochemische systemen belangrijke organisch chemische reactie waarbij een methylgroep van de ene verbinding naar de andere wordt overgebracht.
Eern voorbeeld van transmethylering is de omzetting van homocysteïne in methionine.   Voor deze omzetting zijn vitamine B12 en foliumzuur nodig.  De methylgroep wordt door methyltetrahydrofolaat geleverd waarbij een actieve methylgroep aan vitamine B12 ontstaat die vervolgens nodig is in de omzetting van homocysteine.  Tekorten aan zowel vitamine B12 als foliumzuur veroorzaken verhoogde concentraties homocysteine in het bloed.  Een verhoogde homocysteinespiegel is een risicofactor voor hart- en vaatziekten en bovendien gerelateerd aan het stofwisselingssyndroom insulineongevoeligheid.

## Relatie met autisme
Er zijn aanwijzingen dat ouders van mensen met autisme soms een verminderde transmethylering hebben.